# Arthur Wehnelt
Arthur Rudolph Berthold Wehnelt (* 4. April 1871 in Rio de Janeiro; † 15. Februar 1944 in Berlin) war ein deutscher Physiker, der wichtige Beiträge zur Elektrodynamik leistete.

## Leben

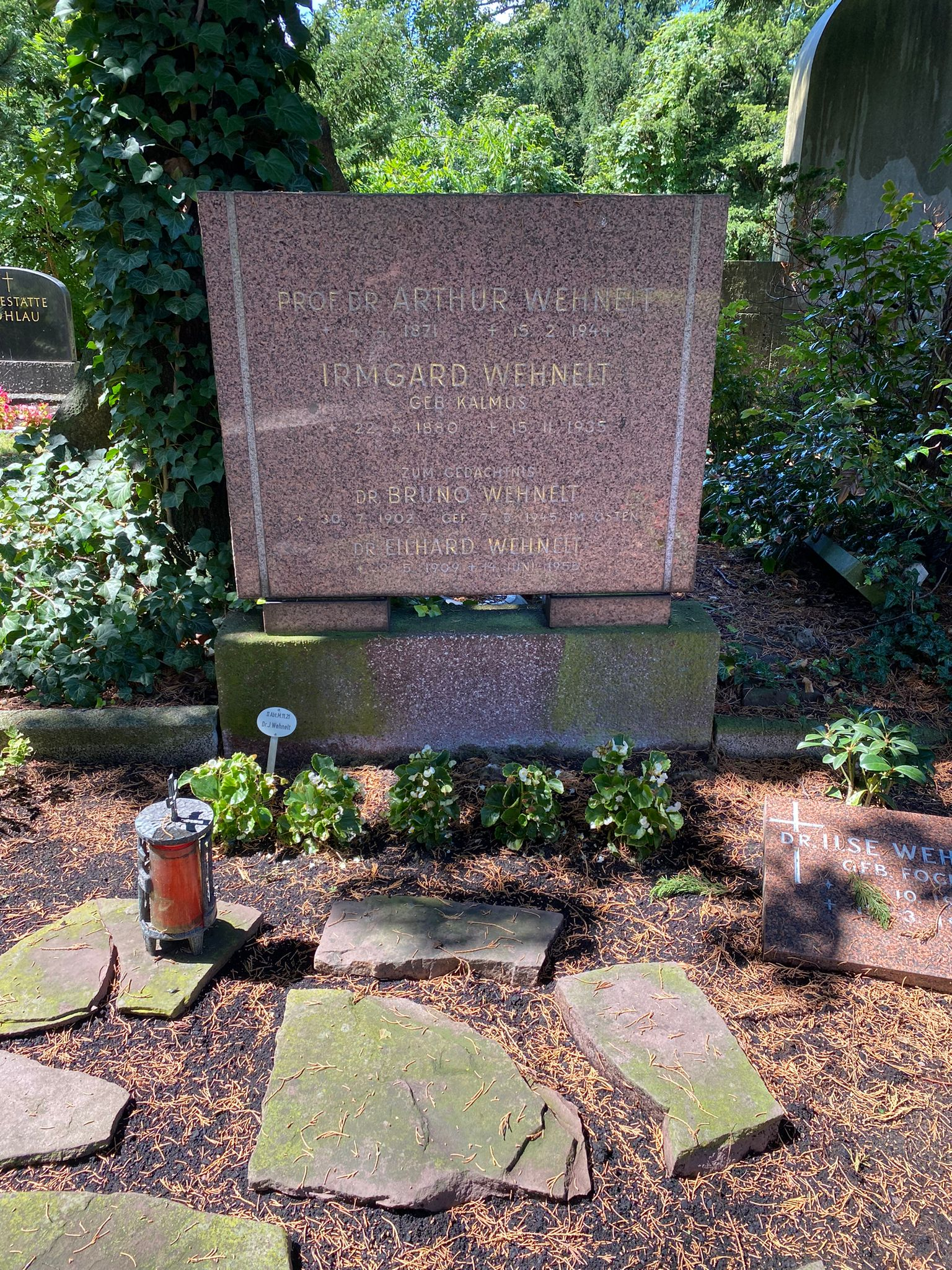
Grabstätte auf dem Luisenfriedhof II

Sein Großvater war der Fürstenwalder Tuchmachermeister Samuel Wehnelt. Sein Vater, Berthold Ferdinand Adolph Wehnelt (* 4. Februar 1833; † 2. Juli 1872 in Hamburg) war Schiffbauingenieur und Mitgründer und Mitbesitzer des Brasilianischen Lloyd. Am 23. Mai 1867 heiratete er in Fürstenwalde Marie Luise Charlotte, die Tochter des Schuhmachers Johann Friedrich Muckelberg, mit der er zwei Kinder hatte. Nach einer Erkrankung verstarb er auf der Heimreise von Brasilien. Im März 2008 wurde seine Gruft in Fürstenwalde wiederentdeckt.
Nachdem Arthur Wehnelt am Luisenstädtischen Gymnasium in Berlin in der Tertia zweimal sitzengeblieben war, schickte man ihn auf das Realgymnasium in Landsberg an der Warthe, wo er 1892 die Reifeprüfung bestand. Seinen Militärdienst leistete er in Brandenburg.
Er studierte Physik an der Technischen Hochschule Charlottenburg und von 1893 bis 1897 an der Friedrich-Wilhelms-Universität Berlin. Er promovierte 1898 in Erlangen, wo Eilhard Wiedemann sein Lehrer war. Nach seiner Habilitation im Jahre 1901 unterrichtete er als Privatdozent und ab 1904 als außerordentlicher Professor der Physik an der Friedrich-Alexander-Universität Erlangen-Nürnberg. 1906 wechselte Wehnelt als Professor an die Universität Berlin zurück, 1934 wurde er zum Direktor des Physikalischen Instituts ernannt, 1937 emeritiert. Im Jahr 1940 erhielt er die Goethe-Medaille für Kunst und Wissenschaft. Seine letzten Lebensjahre verbrachte er in Berlin-Frohnau.
Seine letzte Ruhestätte fand Arthur Wehnelt auf dem Luisenfriedhof II.

## Wirken

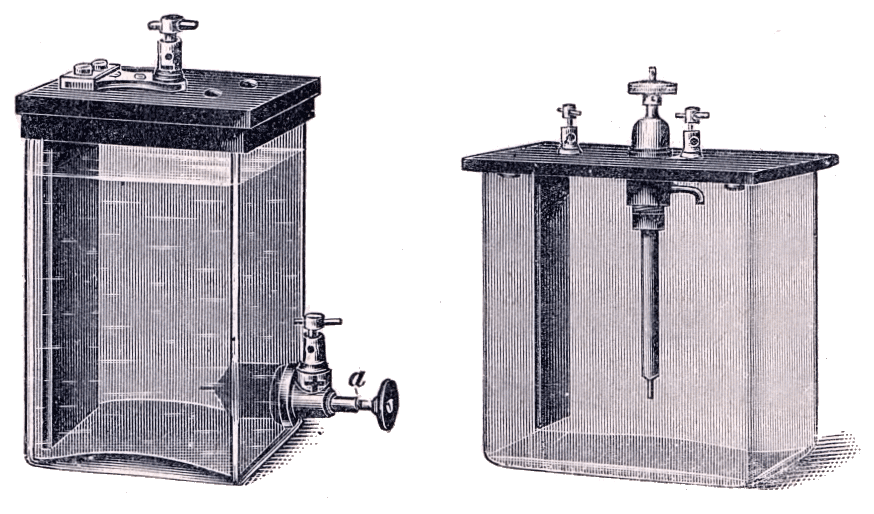
Wehnelt-Unterbrecher

1899 erfand Wehnelt den Wehnelt-Unterbrecher auf Elektrolytbasis, der das schnelle rhythmische Unterbrechen eines Gleichstroms ermöglicht.
Seine Entwicklungen auf dem Gebiet der Elektronenemission, der Wehneltzylinder (1902/03) und die Oxidkathode / Wehnelt-Kathode (1905), verbesserten die von Ferdinand Braun erfundene Kathodenstrahlröhre, die später u. a. für Fernsehgeräte und Computermonitore wesentlich wurde.
1926 gelang Wehnelt als Erstem der experimentelle Nachweis der Raumladung in Elektronenröhren.

## Sonstiges
Im Berliner Ortsteil Siemensstadt ist seit dem 9. September 1931 die Straße Wehneltsteig nach ihm benannt.

## Schriften (Auswahl)
- Studien über den dunklen Kathodenraum. Barth, Leipzig 1898, (Erlangen, Dissertation, 1898).
- Strom- und Spannungsmessungen an Kathoden in Entladungsröhren. Hirzel, Leipzig 1901, (Erlangen, Habilitationsschrift, 1901).
- Über den Austritt negativer Ionen aus glühenden Metallverbindungen und damit zusammenhängende Erscheinungen. In: Annalen der Physik. Bd. 319, Nr. 8, 1904, S. 425–468, doi:10.1002/andp.19043190802.
- als Herausgeber: Gustav Wiedemann, Rudolf Franz: Über die Wärme-Leitungsfähigkeit der Metalle. Arbeiten (= Ostwald’s Klassiker der Exakten Wissenschaften. 222, ISSN 0232-3419). Akademische Verlagsgesellschaft, Leipzig 1927.
- mit Sergius Seiliger: Über Emission von Elektronen und positiven Ionen im Schmelzpunkt von Metallen. In: Zeitschrift für Physik. A: Hadrons and Nuclei. Bd. 38, Nr. 6/7, 1926, S. 443–464, doi:10.1007/BF01397164.